# Зиловский бульвар
Зи́ловский бульва́р — улица Москвы в Даниловском районе Южного административного округа. Проходит от Автозаводской улицы до проспекта Лихачёва.

## Название
Проектируемый проезд № 7018 получил новое название в августе 2018 года в честь завода имени Лихачёва, на бывшей территории которого он расположен. Одновременно 10 улиц в районе бывшей промышленной зоны завода имени Лихачёва (ЗИЛ) были названы именами знаменитых художников, работников ЗИЛа, его основателей и директора.

## Описание
Бульвар начинается от Автозаводской улицы в районе бывшей проходной завода и проходит на юг. Справа примыкает проектируемый проезд № 7012. Бульвар заканчивается на пересечении с проспектом Лихачёва, после которого его продолжает бульвар Братьев Весниных.